# Leonidas Kliszewicz

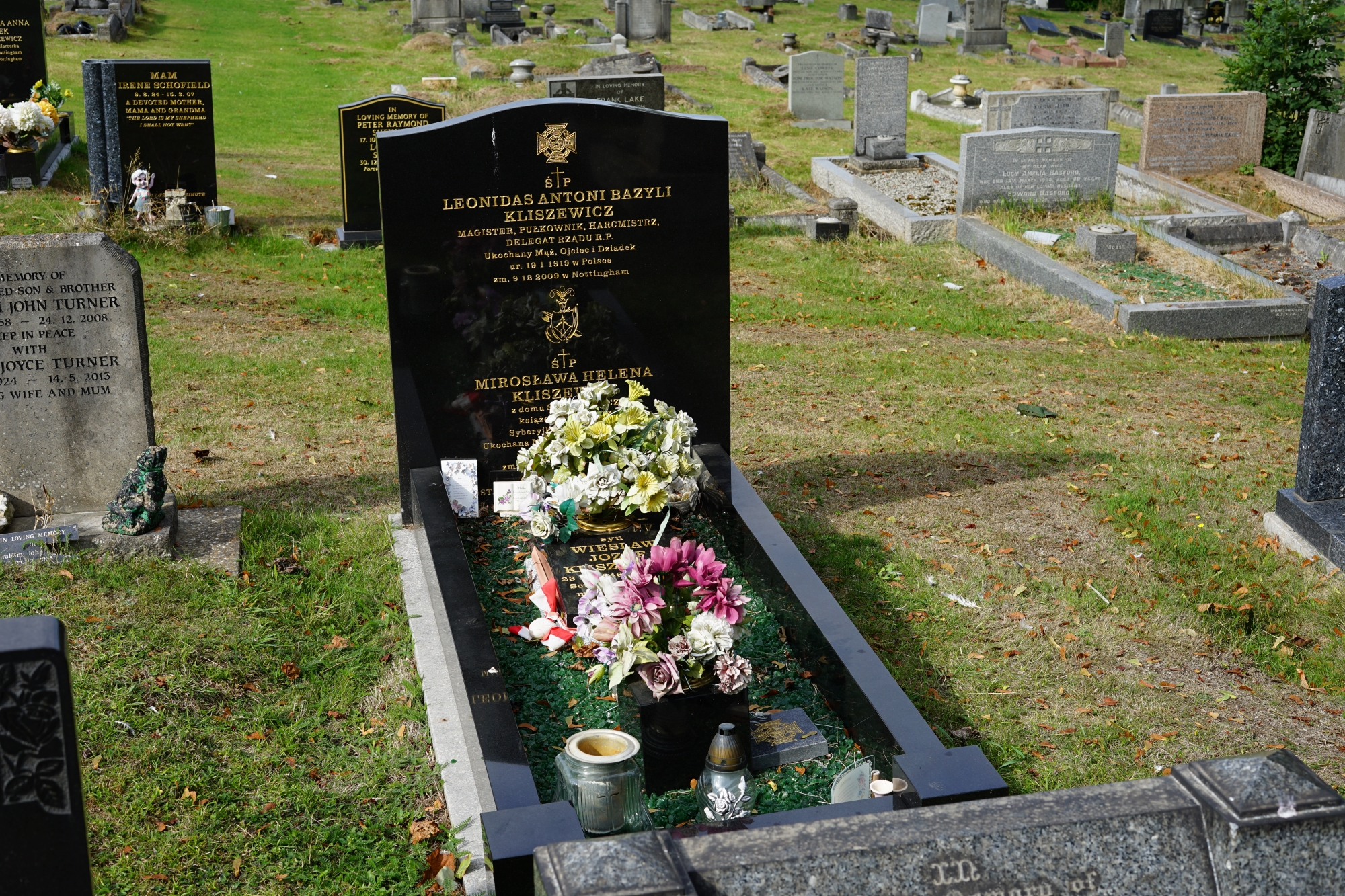
Grób Leonidasa Kliszewicza

Leonidas Antoni Bazyli Kliszewicz (ur. 9 stycznia 1919 w Łoszniowie, zm. 9 grudnia 2009 w Nottingham) – polski historyk, harcerz i działacz emigracyjny.

## Życiorys
W 1937 roku rozpoczął studia historyczne na Uniwersytecie Lwowskim. W okresie wojny krótko, przymusowo służył w Armii Czerwonej, następnie pracował w kołchozach i sowchozach. Wyszedł ze Związku Sowieckiego wraz z Armią Andersa. W 1943 roku był kierownikiem Kręgu Starszoharcerskiego w 1 pułku ułanów krechowieckich. Po zakończeniu wojny znalazł się w Wielkiej Brytanii w Nottingham. Tam był kierownikiem 22 Kręgu Starszoharcerskiego. Pełnił też różne funkcje w Naczelnictwie, w Naczelnej Radzie Harcerskiej, w Naczelnym Sądzie Harcerskim i w Głównej Kwaterze Harcerzy. W latach 1963–1973 był Komendantem Chorągwi Harcerzy w Wielkiej Brytanii. W 1968 roku przyczynił się do powstania pierwszego Zarząd Okręgu Wielka Brytania. W stopniu harcmistrza dwukrotnie był przewodniczącym Zarządu Okręgu: od 31 marca 1974 do 1 kwietnia 1990 roku oraz od 10 maja 1992 do 1 października 2000 roku. Pełnił także funkcję wiceprzewodniczącego ZHP działającego poza granicami Kraju. Pracował w wielu instytucjach i organizacjach emigracyjnych: był członkiem Związku Inwalidów, Brygadowego Koła Młodych „Pogo” i członkiem Zarządu Zjednoczenia Polskiego. Pracował też społecznie na terenie Nottingham, będąc przez jakiś czas Przewodniczącym Polskiej Wspólnoty Katolickiej. W 1962 roku ukończył przerwane studia historyczne na Polskim Uniwersytecie na Obczyźnie (mgr – Historia Związku Polskiego Harcerstwa na Wschodzie). Doktorat z historii obronił w 1980 roku (Baza w Sztokholmie. Placówka wojskowej łączności kraju z centralą w Londynie) pod kierunkiem Aleksandra Bluma w Polskim Uniwersytecie na Obczyźnie. Był współpracownikiem pisma „Zeszyty Historyczne”.
1 stycznia 1981 roku został powołany na stanowisko delegata rządu RP na uchodźstwie na teren Nottingham. Pełnił stanowisko podsekretarza stanu w Ministerstwie Spraw Emigracji w pierwszym rządzie Edwarda Szczepanika od 11 czerwca 1986 do 16 stycznia 1989 roku oraz od 29 czerwca do 27 września 1989 roku. Zasiadał w Radzie Narodowej Rzeczypospolitej Polskiej kadencji VII (1983–1989), wybrany z Nottingham, oraz VIII (1989–1991). 16 stycznia 1989 roku został zwolniony ze stanowiska podsekretarza stanu, a 17 stycznia 1989 roku został powołany na stanowisko przewodniczącego przewodniczącego Głównej Komisji Wyborczej do Rady Narodowej Rzeczypospolitej Polskiej. Następnie, wobec wyboru do Rady Narodowej RP przez Niezależną Grupę Społeczną został zwolniony ze stanowiska przewodniczącego Głównej Komisji Wyborczej 8 czerwca 1989 roku. Od 1 listopada 1989 do 20 grudnia 1990 roku pełnił urząd ministra oświaty i kultury w drugim rządzie Edwarda Szczepanika.
Zmarł 9 grudnia 2009 roku w Nottingham, gdzie został pochowany na Cmentarzu Wilford Hill ( K21/37).

## Ordery i odznaczenia
- Krzyż Komandorski Orderu Odrodzenia Polski (1989)[14]
- Krzyż Kawalerski Orderu Odrodzenia Polski (3 maja 1982)[15]
- Złoty Krzyż Zasługi – dwukrotnie (po raz drugi w 1978)[16]

## Wybrane publikacje
- Gdy kwitną bzy: wiersze, Trembowla : August Seweryn Wasylecki, 1938.
- Chwila marzeń: wiersze, Trembowla: "Ogólnopolski Informator" 1939.
- Związek Harcerstwa Polskiego na Wschodzie, 1940-1948, Londyn: Harcerska Komis. Historyczna 1992.
- Harcerstwo w Europie, 1945-1985, Londyn: Harcerska Komisja Historyczna 1992.
- Mobilizacja uchodźstwa do walki politycznej 1945-1990, praca zbiorowa red. Leonidas Kliszewicz, Londyn: Polskie Towarzystwo Naukowe na Obczyźnie 1995.
- Placówki wojskowej łączności kraju z centralą w Londynie podczas II wojny światowej. 1, Baza w Budapeszcie, Warszawa - Londyn: "Adiutor" 1998.
- Placówki wojskowej łączności kraju z centralą w Londynie podczas II wojny światowej. 2, Baza w Bukareszcie, Warszawa - Londyn: "Adiutor" 1999.
- Placówki wojskowej łączności kraju z centralą w Londynie podczas II wojny światowej. 3: Baza w Stambule, Warszawa - Londyn: "Adiutor" 1999.
- Placówki wojskowej łączności kraju z centralą w Londynie podczas II wojny światowej. 4, Baza w Kairze, Warszawa - Londyn: "Adiutor" 2000.
- Placówki wojskowej łączności kraju z centralą w Londynie podczas II wojny światowej. 5, Baza w Sztokholmie, Warszawa - Londyn: "Adiutor" 2000.